# 加斯科涅猪

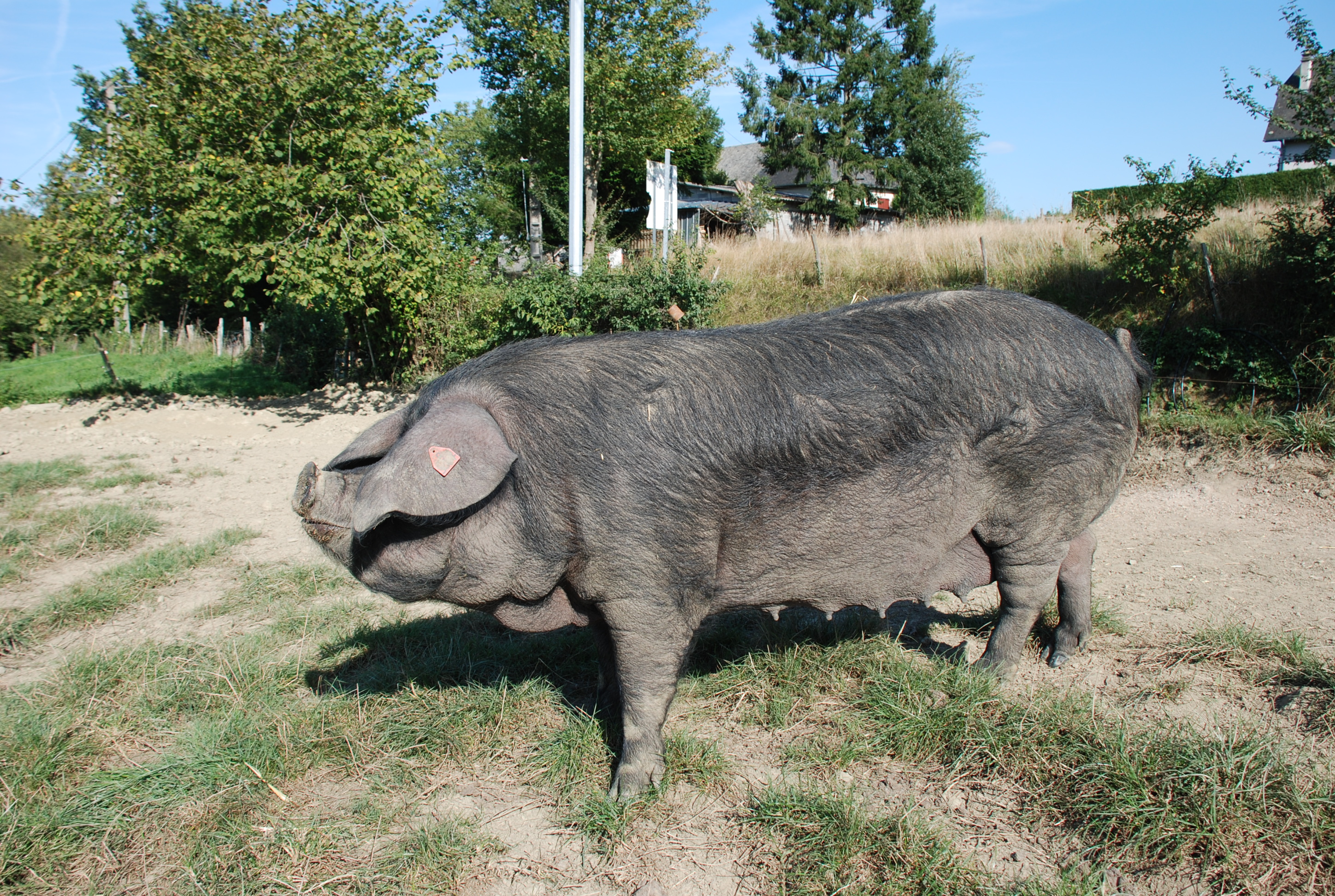

加斯科涅猪（法語：Porc gascon）是分布在法国山区和边远地区的家猪稀有品种。存活在南比利牛斯的加斯科涅猪可能是法国最古老的猪品种。
加斯科涅猪较易生长脂肪、粗壮并能耐受炎热天气。母猪多产并有很好的哺乳能力。